# Ulica Antoniego Józefa Madalińskiego w Krakowie
Ulica Antoniego Józefa Madalińskiego – ulica w Krakowie, w dzielnicy VIII Dębniki, na Dębnikach.
Łączy ulicę Marii Konopnickiej z rynkiem Dębnickim. Jest jednojezdniowa.

## Historia
W czasach średniowiecza przez obecną przestrzeń ulicy, przebiegała droga z Zamku Królewskiego na Wawelu do Tyńca. Jako ulica istniała już pod koniec XIX wieku i nosiła wtedy nazwę ul. Tadeusza Kościuszki. Po przyłączeniu Dębnik do Krakowa w 1909 roku, musiano ulicę przemianować z uwagi na to, że w mieście istniała już ulica Tadeusza Kościuszki. 
W 1912 roku ulicy nadano obecną nazwę – Antoniego Józefa Madalińskiego, polskiego generała.

## Niektóre budynki
- ul. Madalińskiego 3 – kamienica. Projektował Walenty Dudek, 1911.
- ul. Madalińskiego 5 – kamienica. Projektował Adam Ślęzak, 1937.
- ul. Madalińskiego 7 – kamienica, 1928.
- ul. Madalińskiego 8 – kamienica, 1895.
- ul. Madalińskiego 9 – kamienica. Projektował Edward Skawiński, 1923.
- ul. Madalińskiego 10 – kamienica, 1900.
- ul. Madalińskiego 11 – kamienica. Projektował Roman Bandurski, 1907.
- ul. Madalińskiego 12 – kamienica. Projektował Józef Taborski, 1914.
- ul. Madalińskiego 13 – kaplica św. Piotra i św. Pawła. Projektował Józef Pokutyński, 1883.
- ul. Madalińskiego 15 – kamienica. Projektował Nachman Kopald, 1909.
- ul. Madalińskiego 16 – kamienica, 1900.
- ul. Madalińskiego 17 – kamienica. Projektował Leopold Tlachna, 1904.
- ul. Madalińskiego 18 – kamienica, 1895.
- ul. Madalińskiego 19 – kamienica, 1890.

Opracowano na podstawie źródła: Gminnej ewidencji zabytków – Kraków.

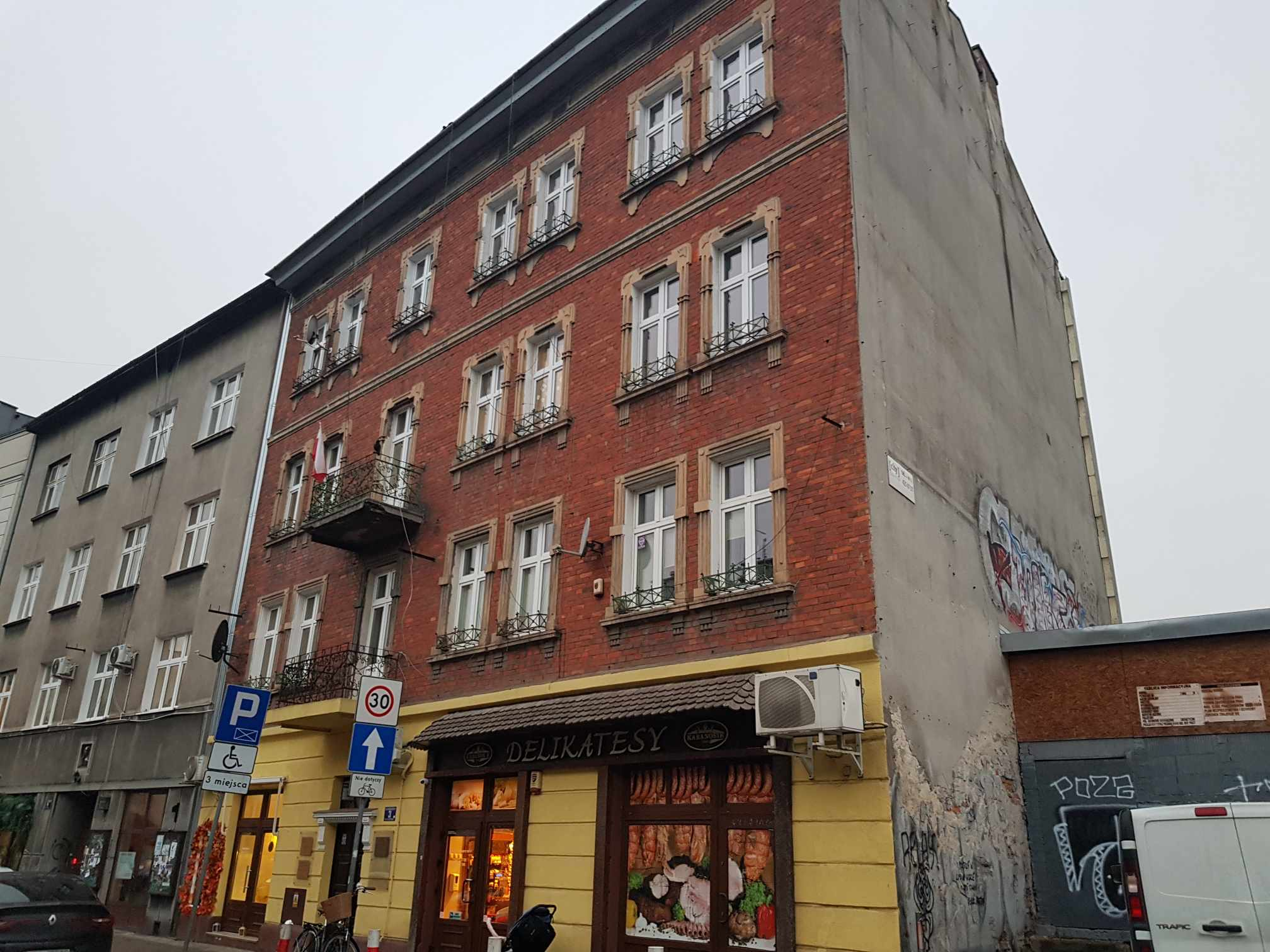
ul. Madalińskiego 3, kamienica (1911)
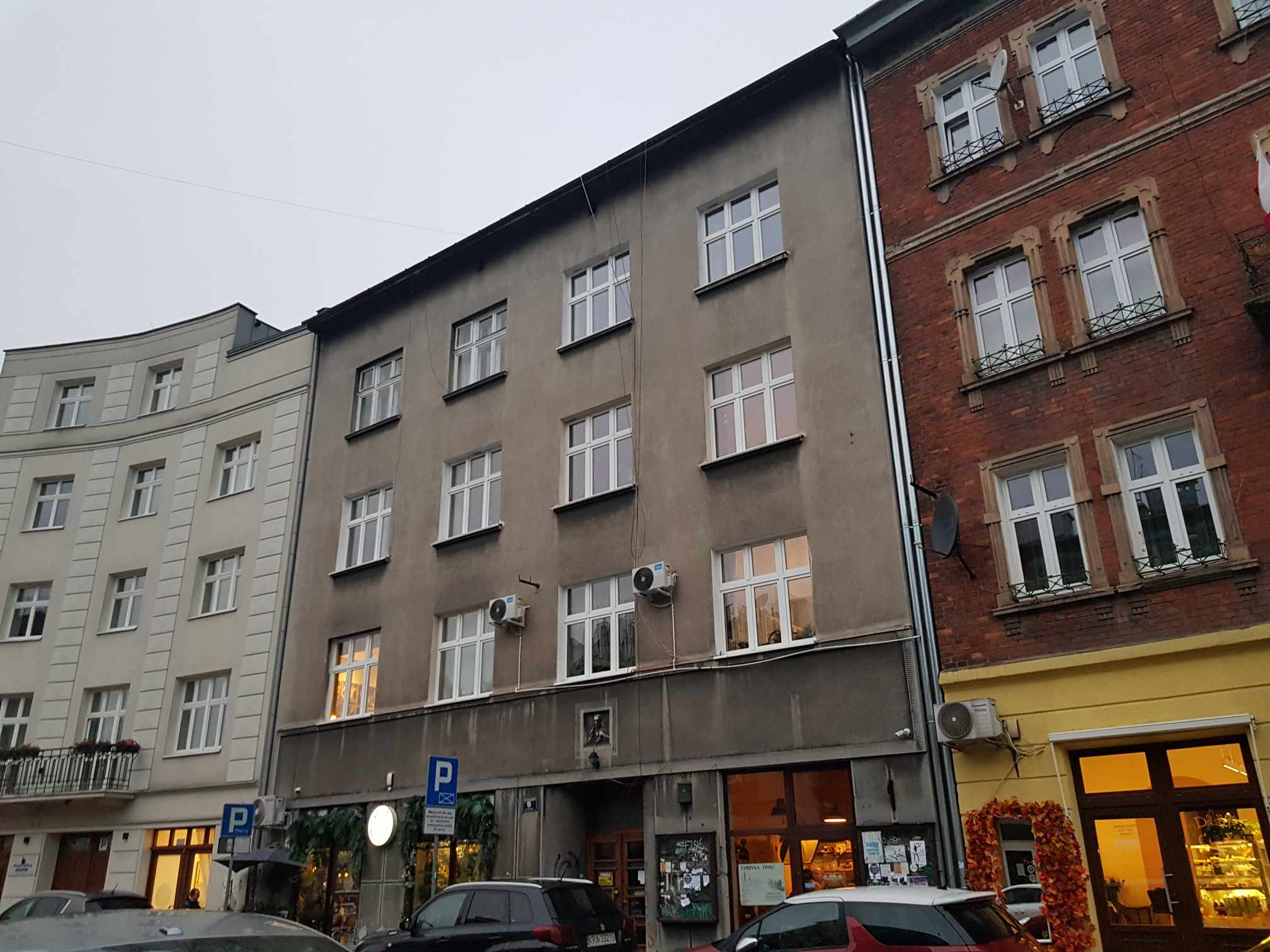
ul. Madalińskiego 5, kamienica (1937)
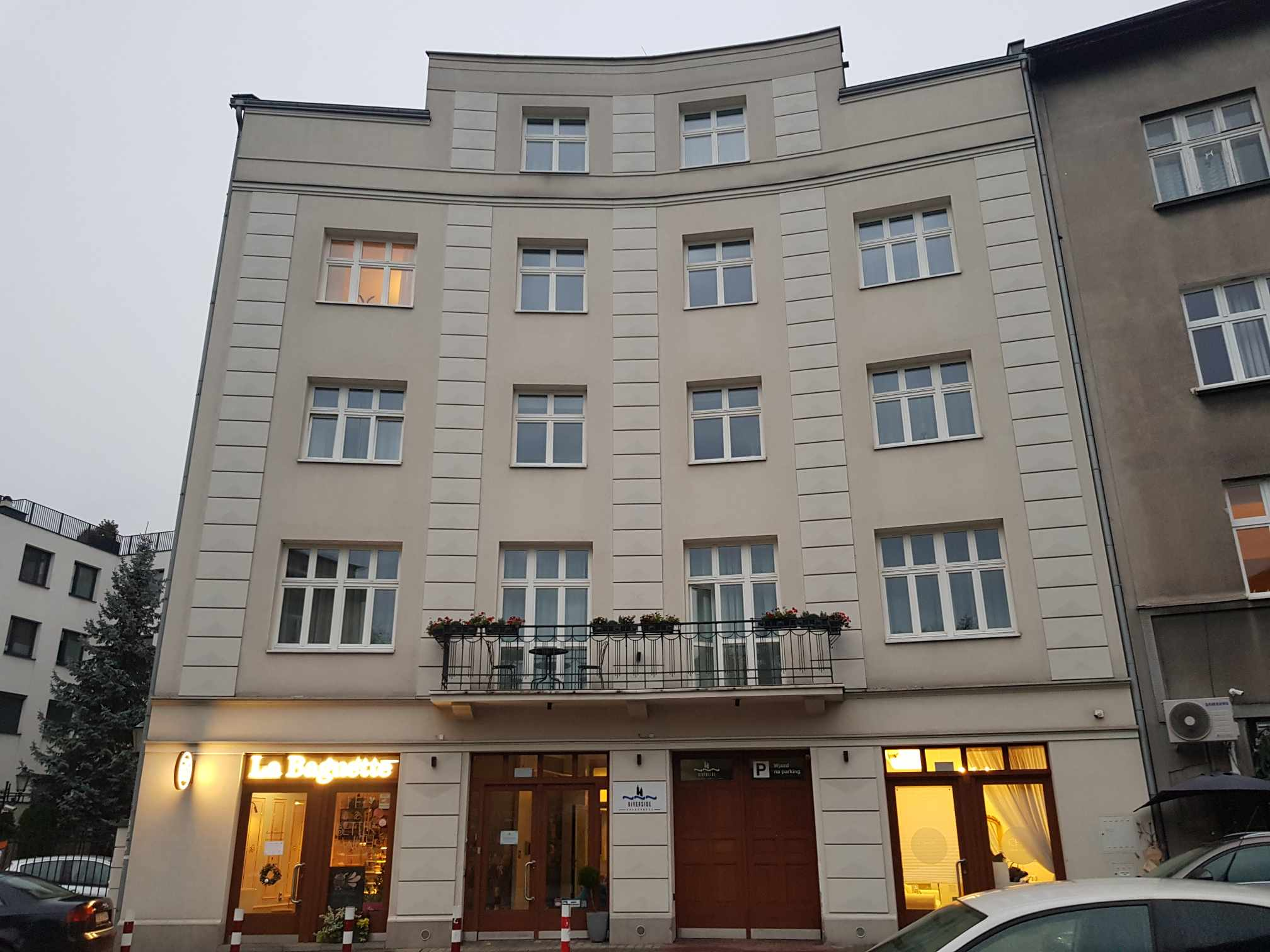
ul. Madalińskiego 7, kamienica (1928)
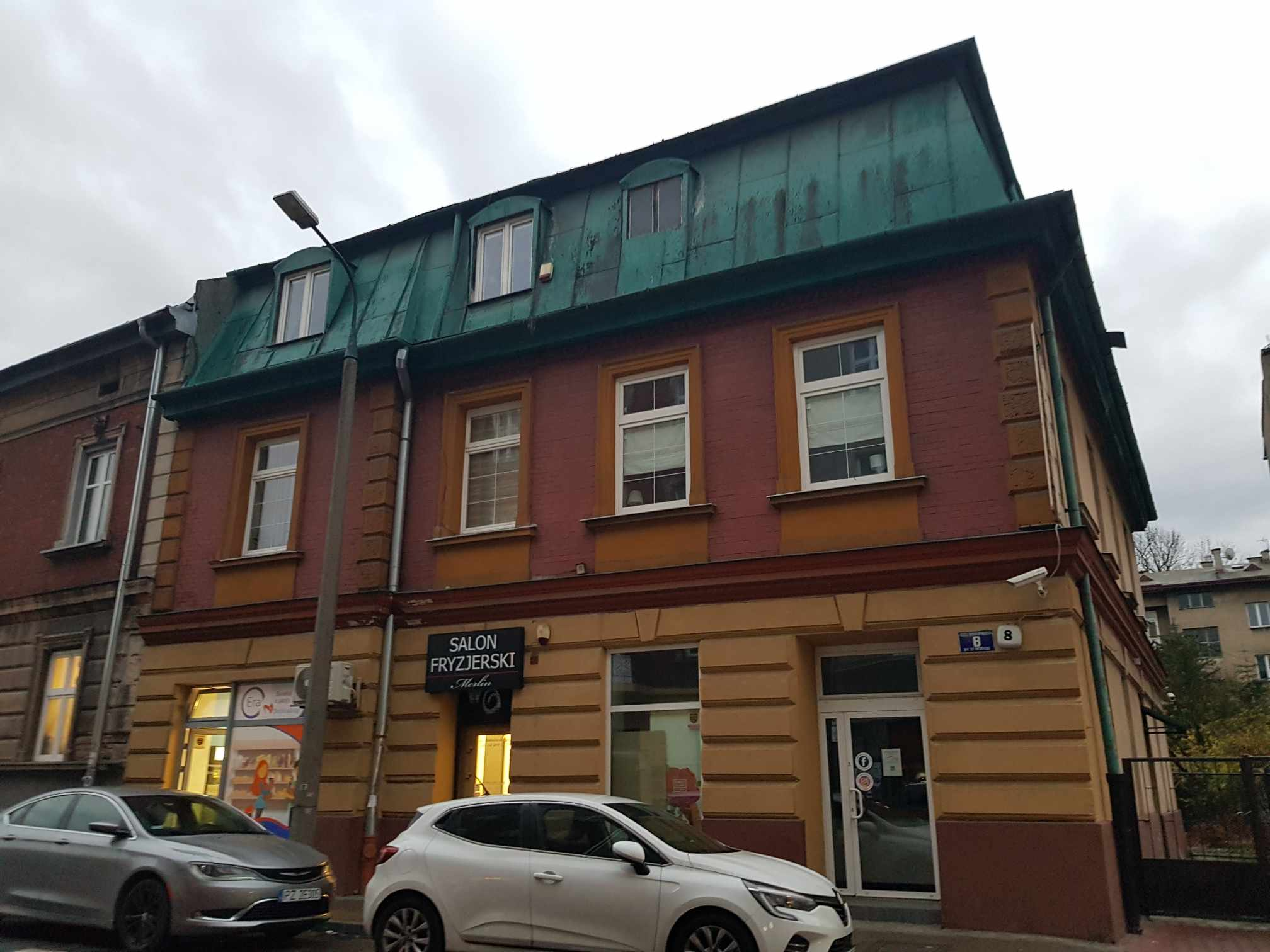
ul. Madalińskiego 8, kamienica (ok. 1895)
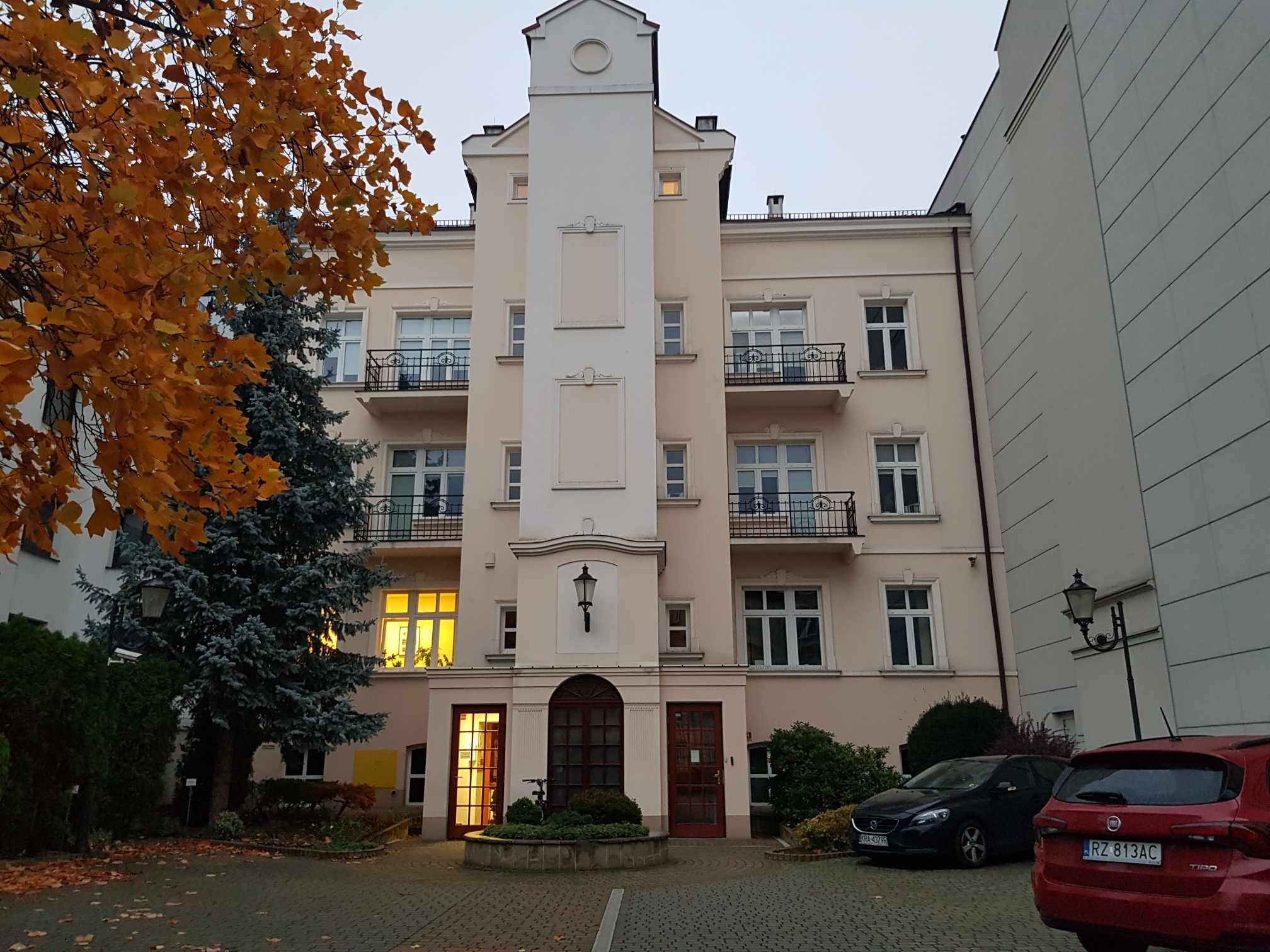
ul. Madalińskiego 9, kamienica (1923)
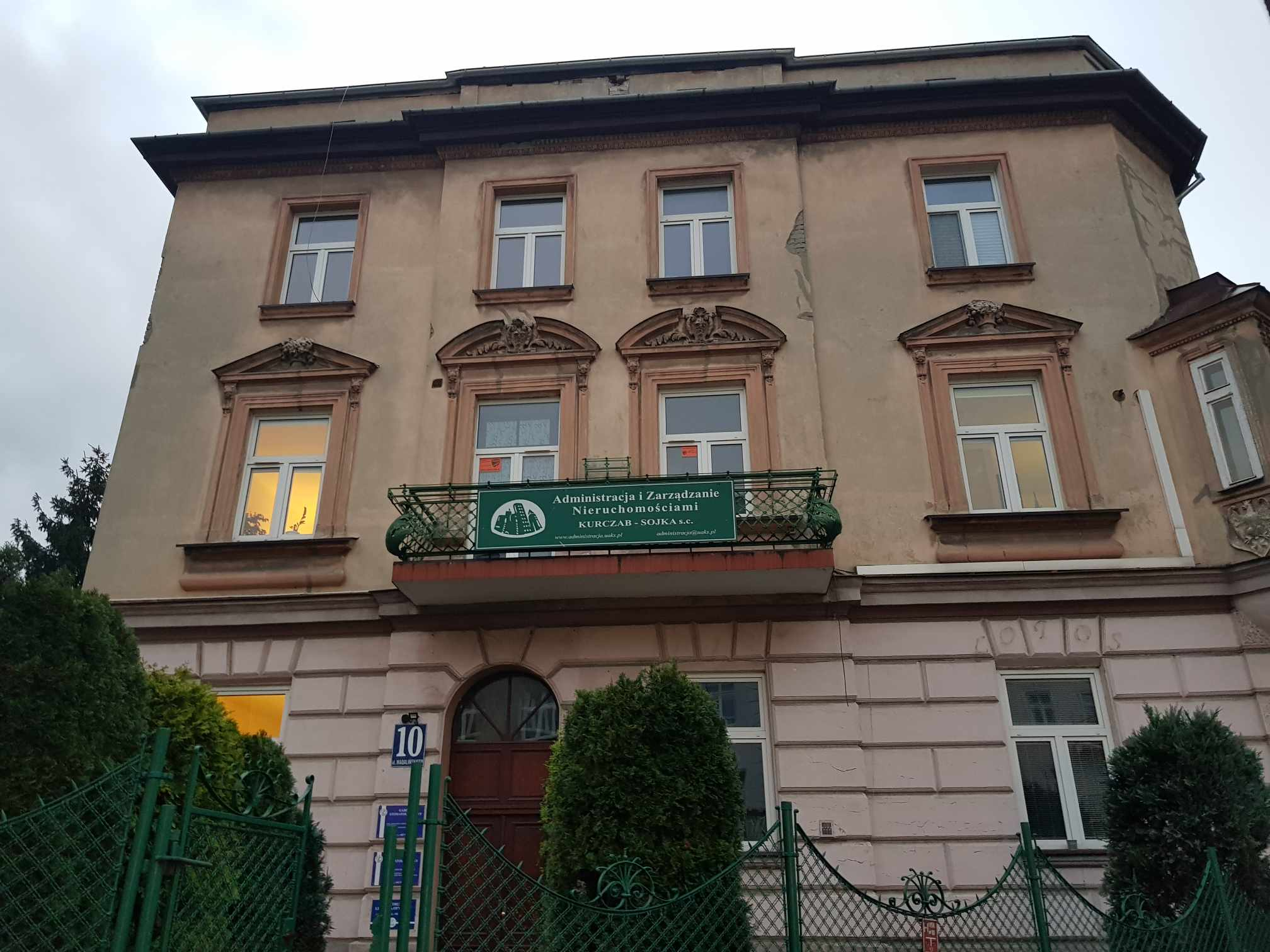
ul. Madalińskiego 10, kamienica (1900)
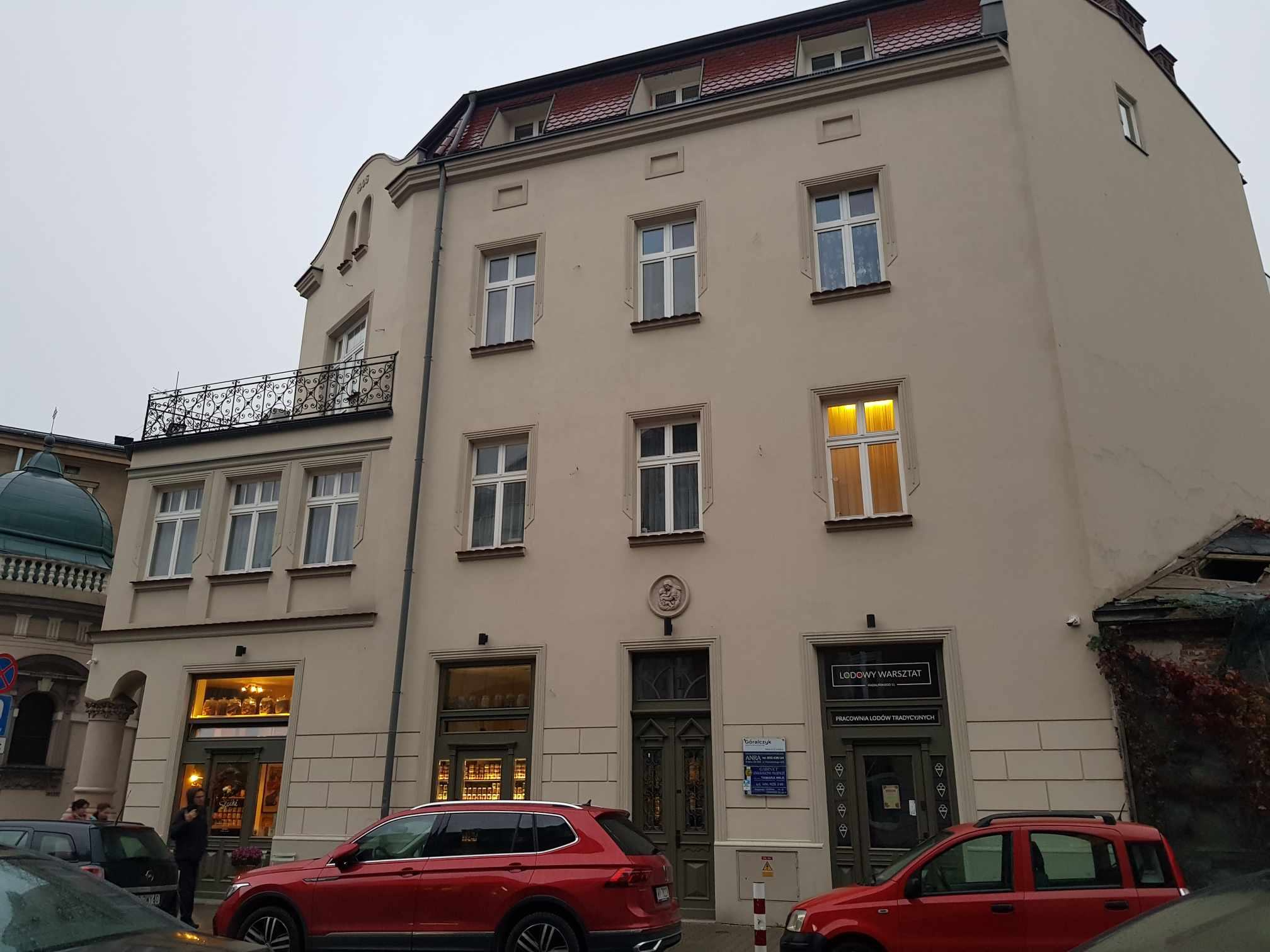
ul. Madalińskiego 11, kamienica (1907)
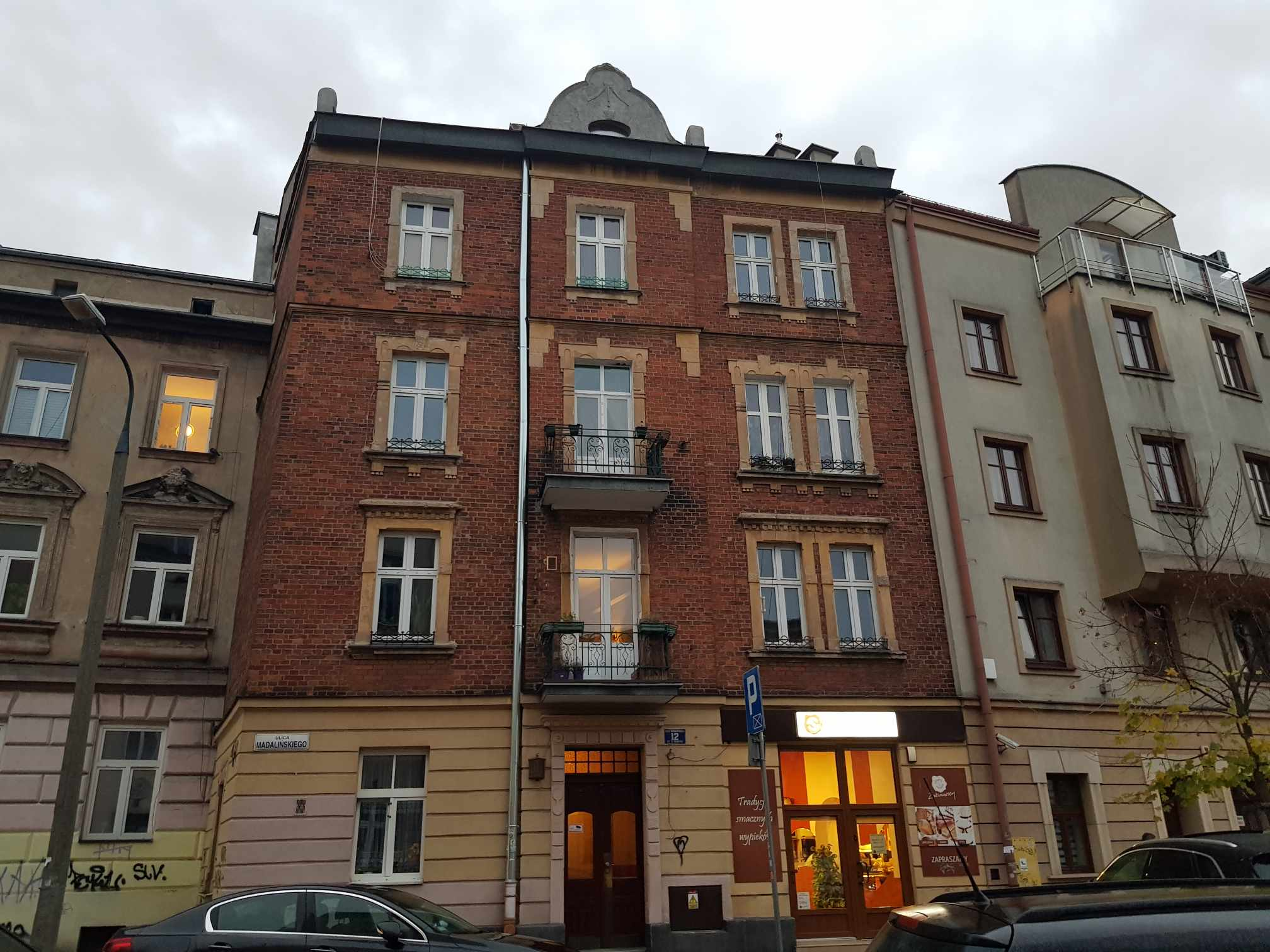
ul. Madalińskiego 12, kamienica (1914)
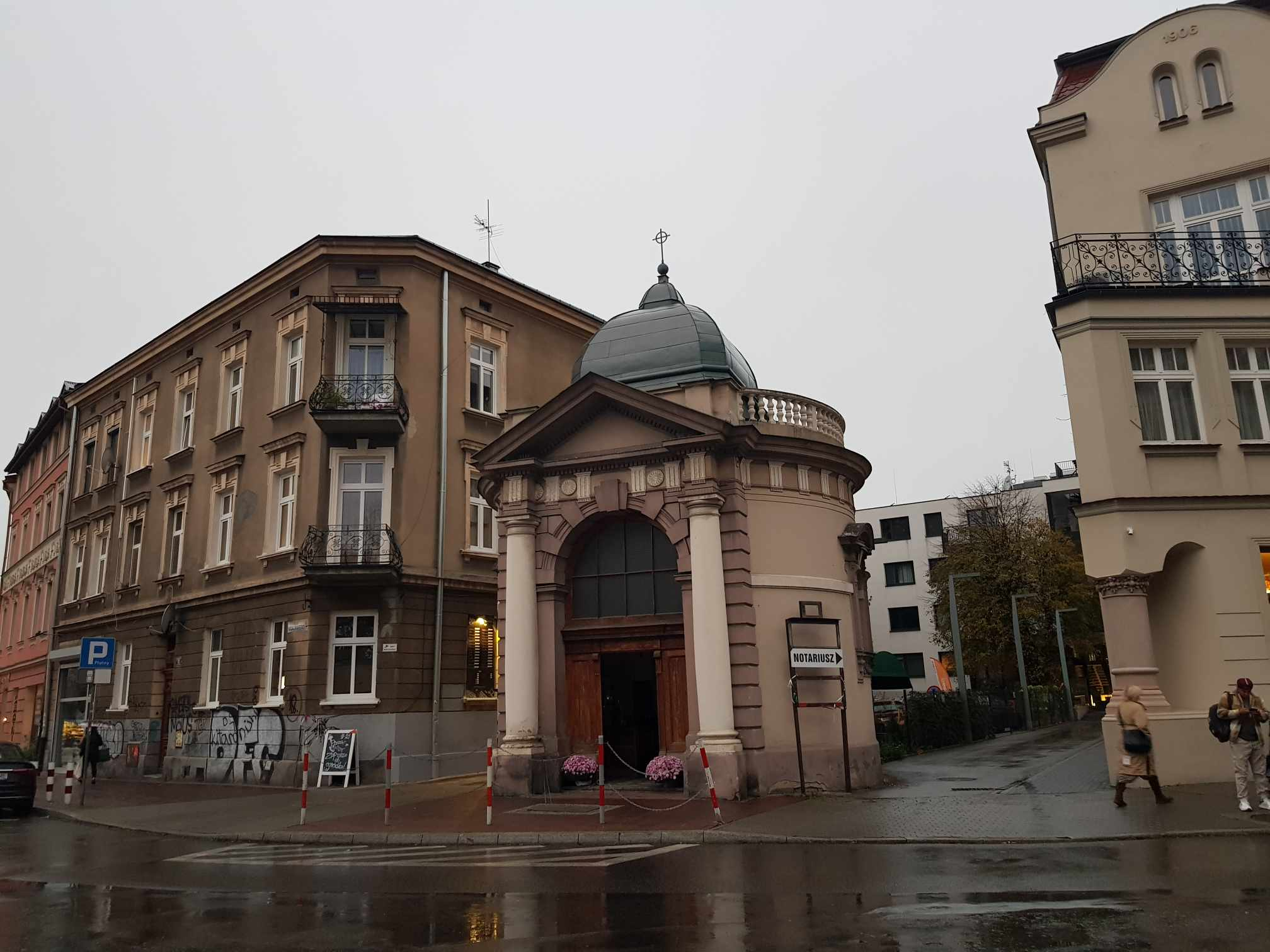
ul. Madalińskiego 13, kościół (1883)
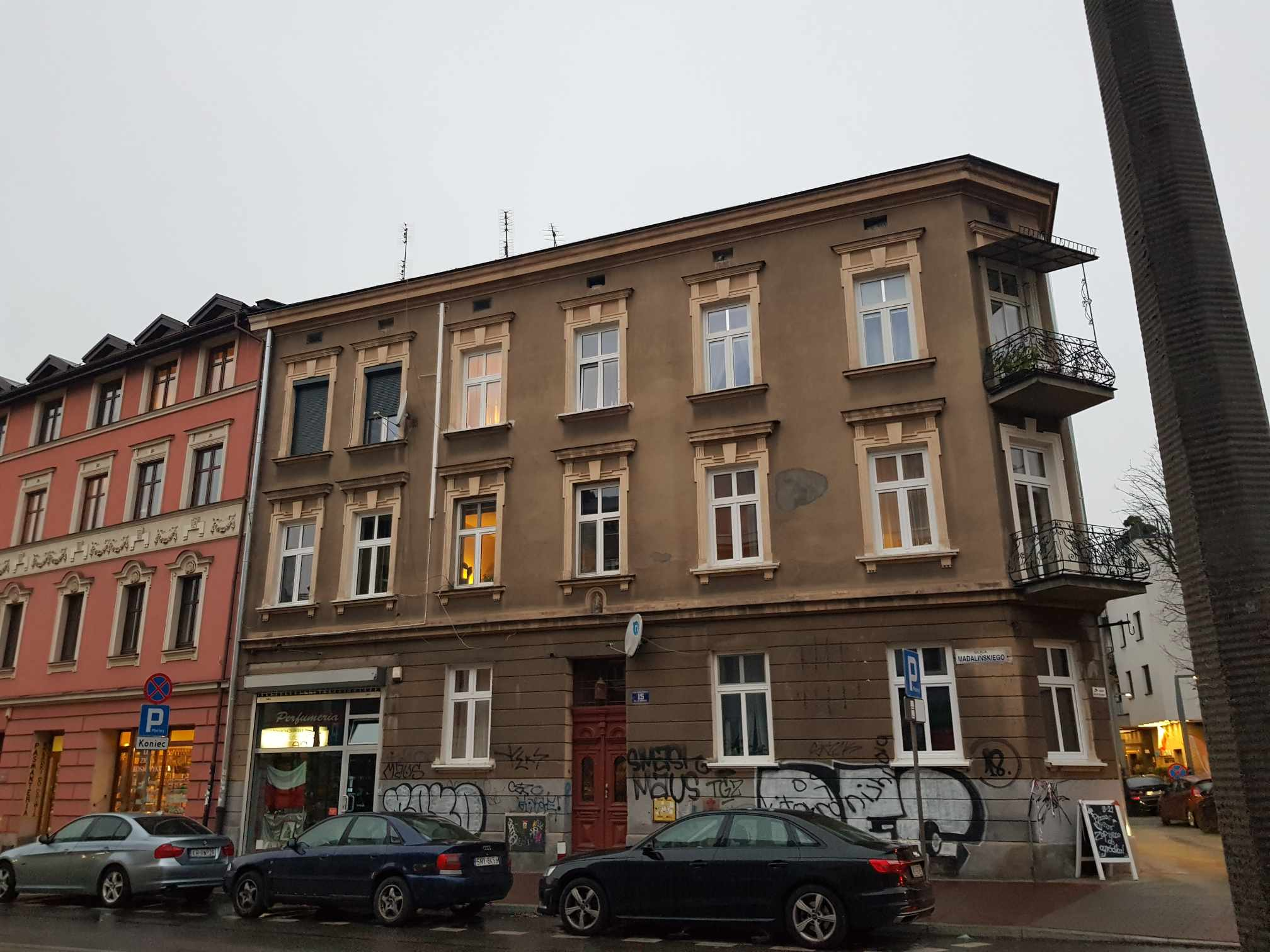
ul. Madalińskiego 15, kamienica (1909)
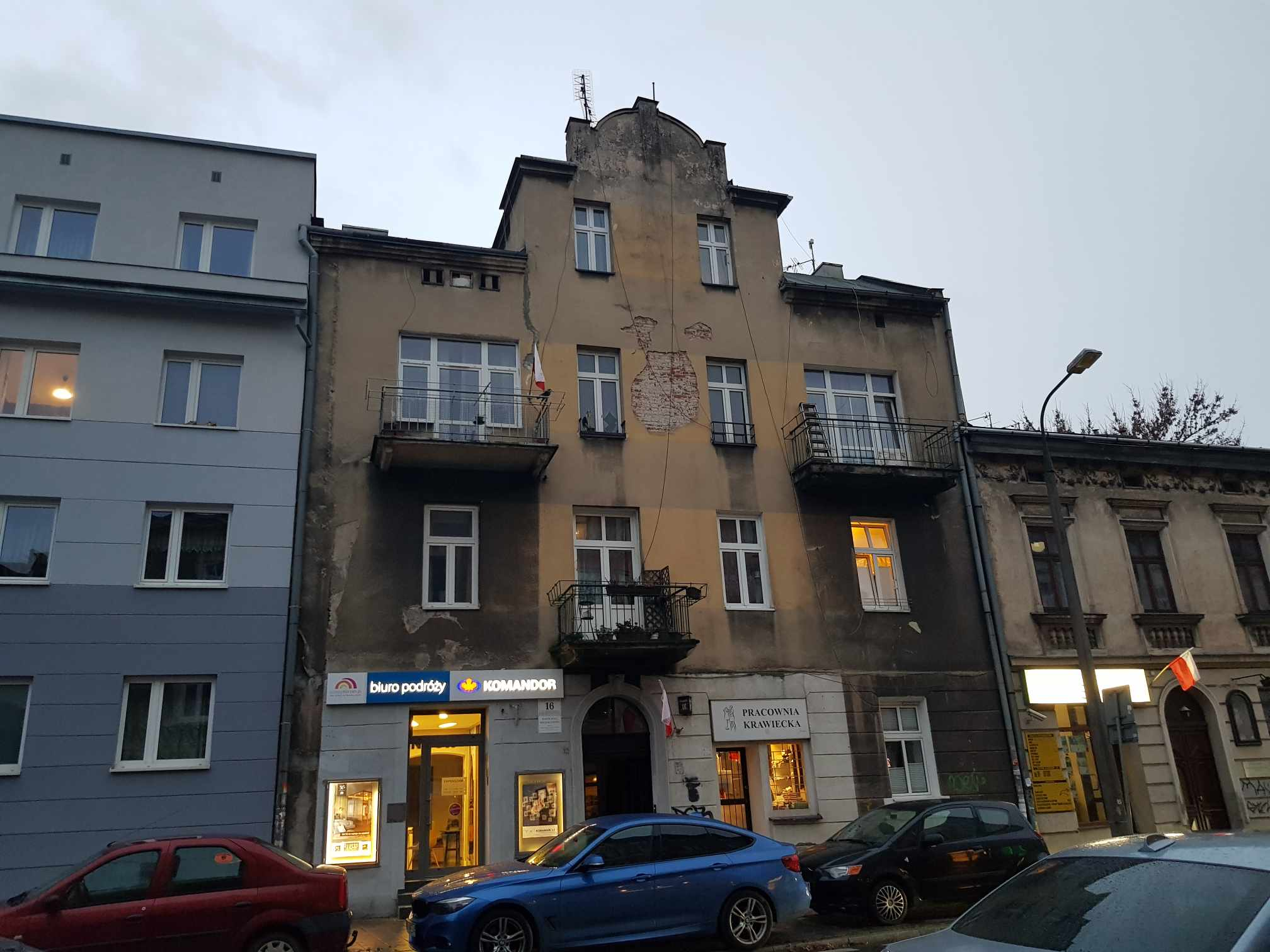
ul. Madalińskiego 16, kamienica (1900)
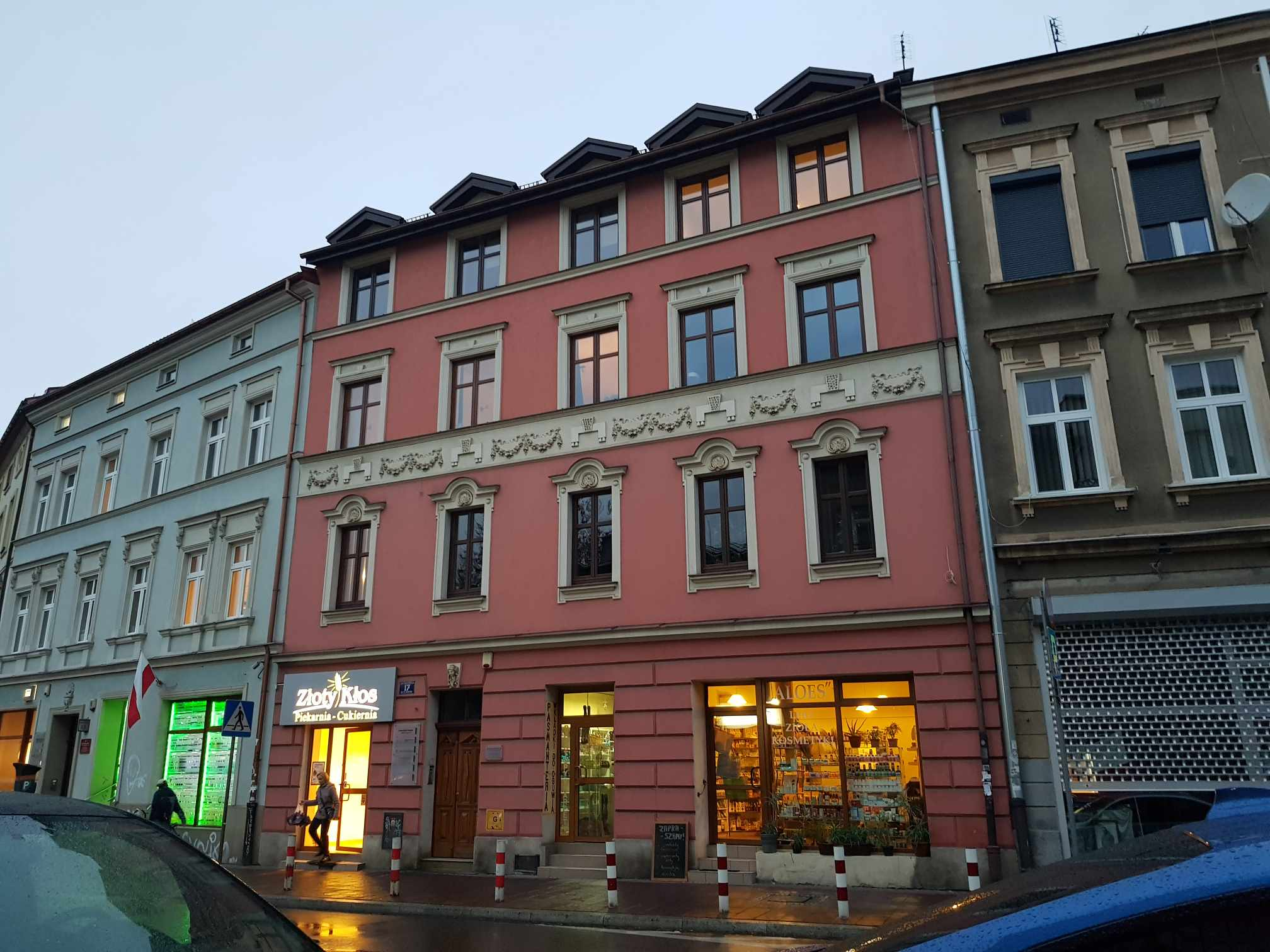
ul. Madalińskiego 17, kamienica (1904)
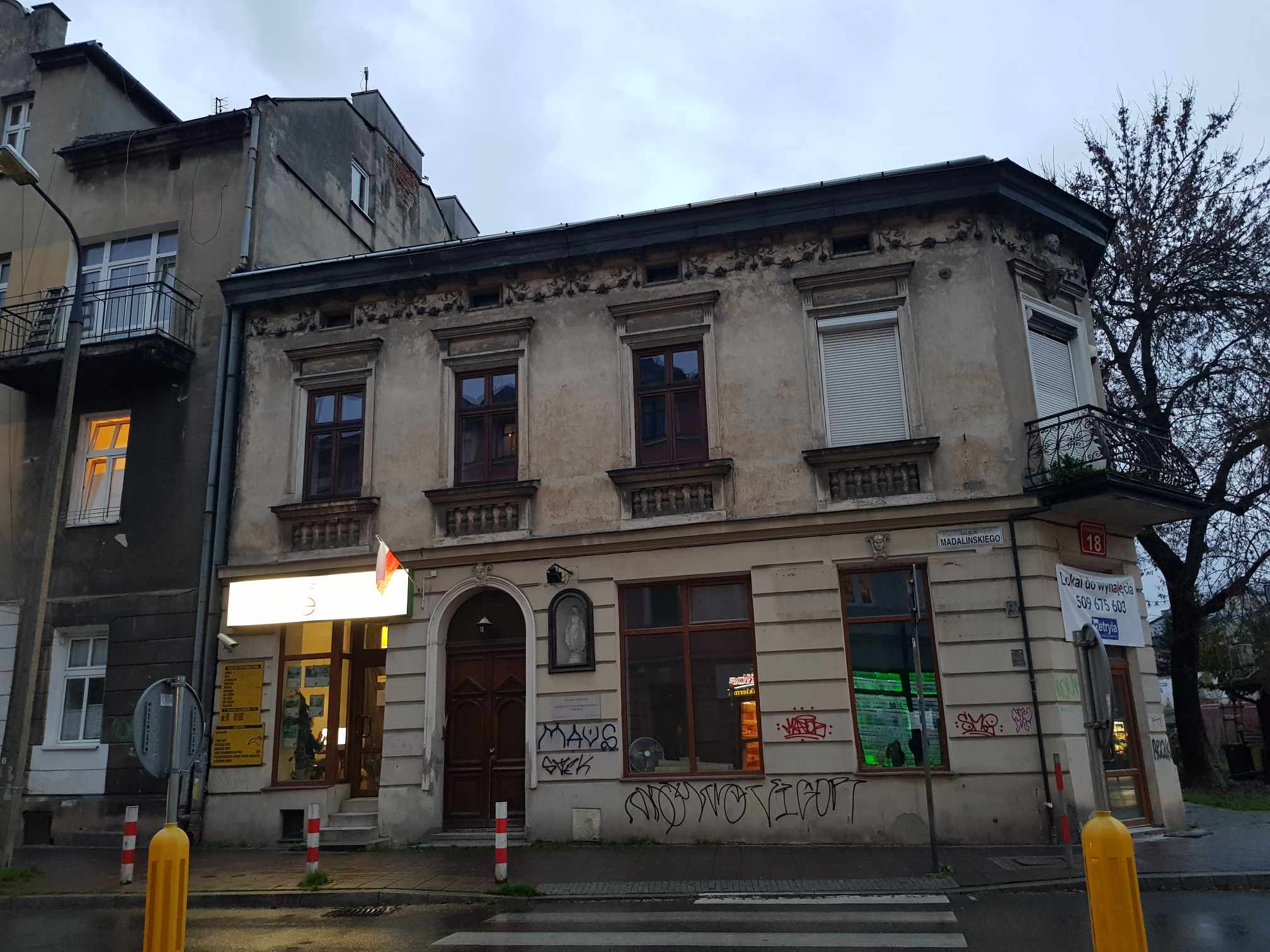
ul. Madalińskiego 18, kamienica (ok. 1895)
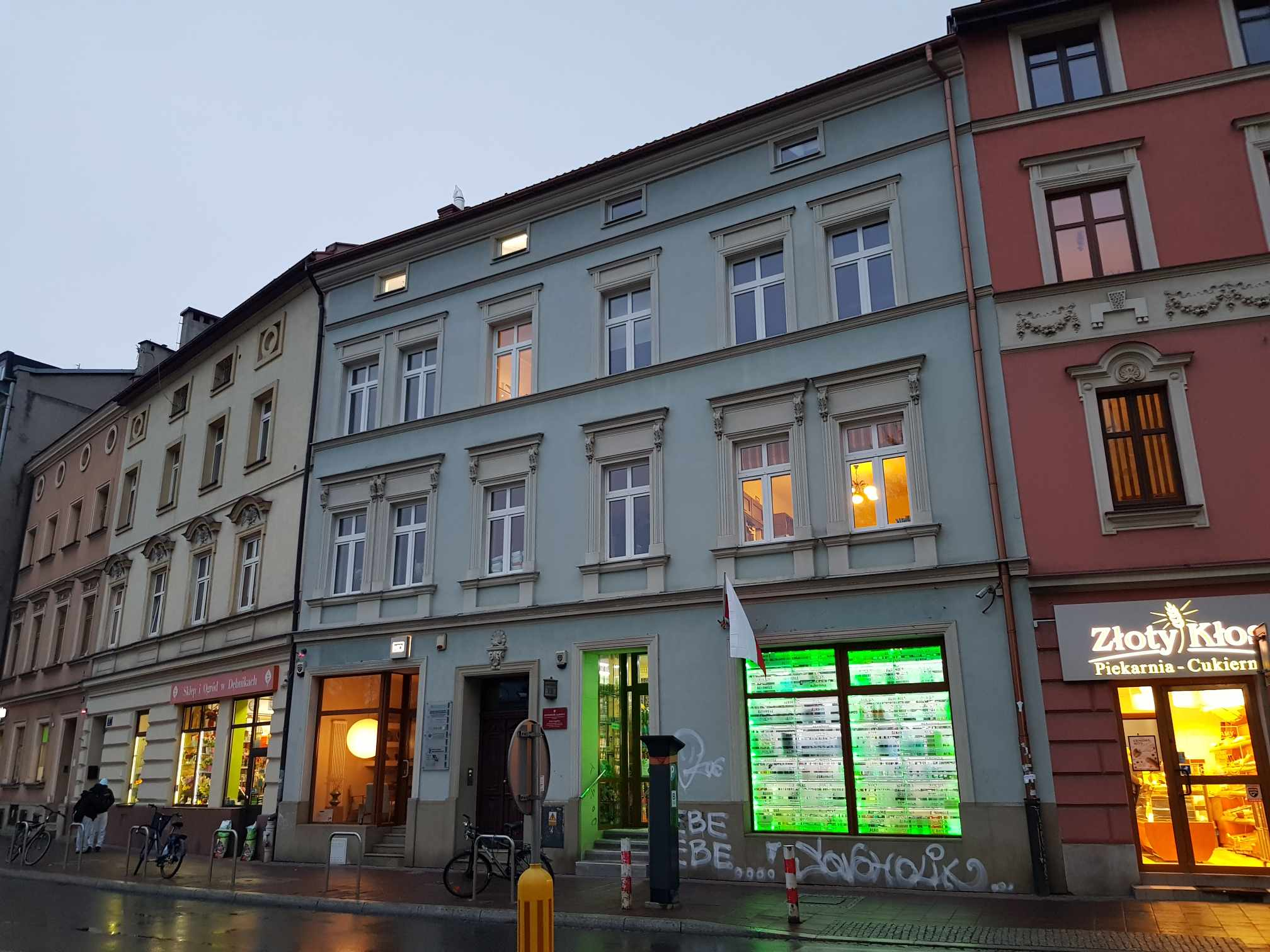
ul. Madalińskiego 19, kamienica (ok. 1890)
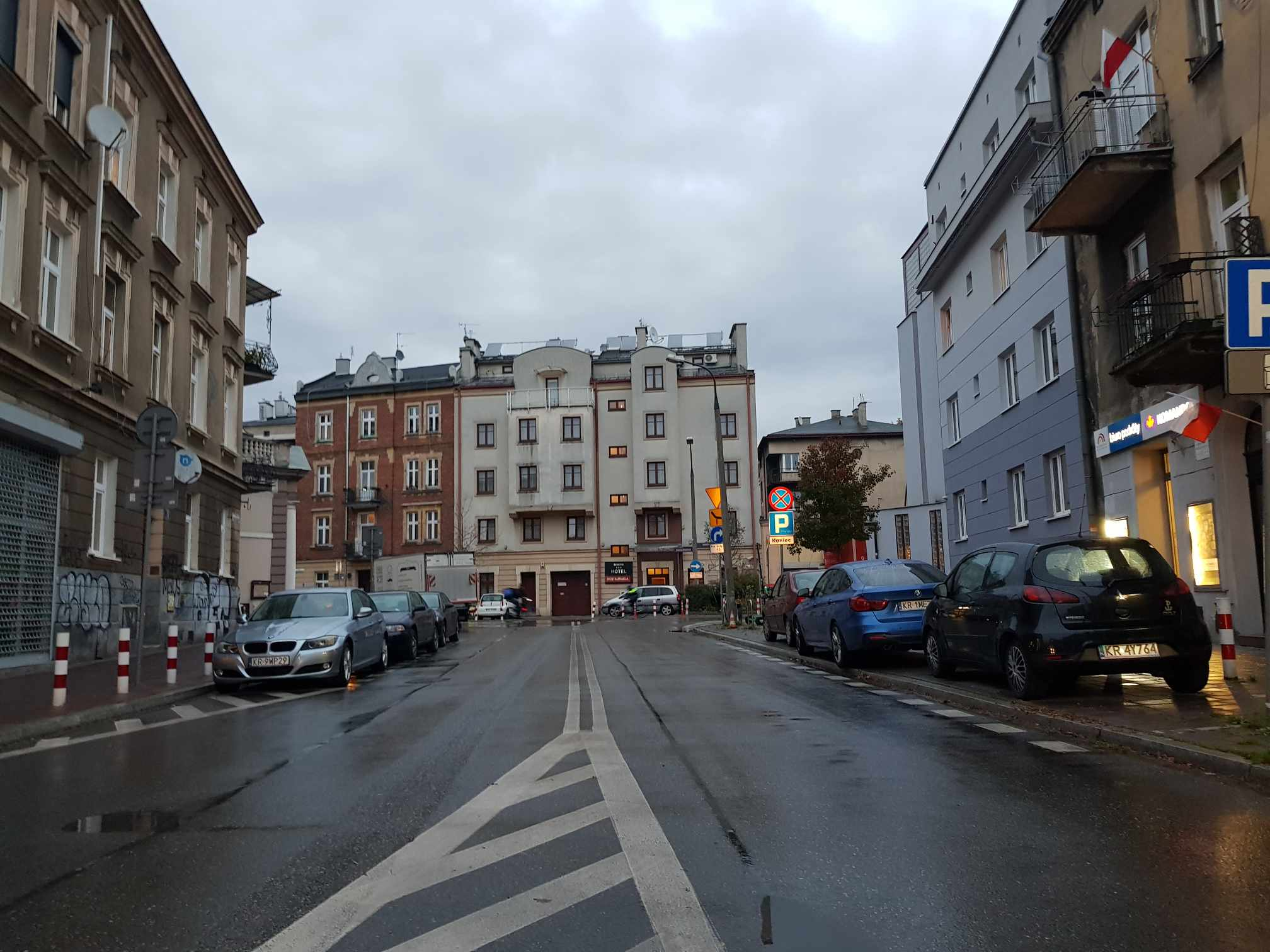
Widok na ulicę z Rynku Dębnickiego